# Windows 2000
El Microsoft Windows 2000 és un sistema operatiu publicat per Microsoft el 17 de febrer del 2000. És el successor de Windows NT i el predecessor de Windows XP (per versió d'escriptori) i de Windows Server 2003 per versió de servidors. La finalització del suport estès per Windows 2000 va finalitzar el 13 de juliol de 2010.

## Història
Abans de ser publicat oficialment, era anomenat Windows NT 5.0. La primera Beta de Windows NT 5.0 va ser publicada el setembre de 1997. La Beta 2 va se publicada el gener de 2008 i el mateix any, el 27 d'octubre, Microsoft va anunciar que el nom definitiu del sistema operatiu seria Windows 2000.

## Novetats i característiques actualitzades
Windows 2000 va introduir moltes novetats ja presents en Windows 98 i Windows 98 SE a la seva línia de sistemes NT, com Internet Explorer 5 (més tard actualitzable a Internet Explorer 6), Outlook Express, NetMeeting, compatibilitat amb FAT32, Windows Media Player, compatibilitat amb WebDAV, Windows Driver Model o Windows Desktop Update.
Moltes d'aquestes característiques són comuns a totes les versions de Windows 2000, com el suport a NTFS 3.0, la Microsoft Management Console (MMC), el suport a UDF, el sistema d'encriptació de fitxers (EFS), l'administrador de discs, Image Color Management 2.0, el suport per impressores basades en PostScript 3, OpenType(.OTF) i Type 1 PostScript (.PFB), la API de protecció de dades (DPAPI), una llibreta de direccions habilitada per LDAP/Active Directory i millores d'ús i compatibilitat amb varis idiomes.
També es va introduir una nova característica que permetia protegir el fitxers crítics del sistema anomenat Windows File Protection. Aquesta eina protegeix aquests fitxers impedint que altres programes diferents al sistema d'actualització del sistema operatiu, com l'instal·lador de paquets i altres components, els modifiquin.
Un altre sistema de protecció del Windows 2000 va ser el System File Checker, un sistema per comprovar la integritat dels fitxers de sistema, que permetia una anàlisi manual de la seva integritat, i de manera opcional, reparar-los a través d'un directori de recuperació (DLLCACHE) o des de medi d'instal·lació original.

### Millores en el suport Plug & Play
El sistema admet el reconeixement automàtic del hardware instal·lat, l'assignació de recursos de hardware, la càrrega dels controladors adequats i els esdeveniments de notificació de dispositius.
També va introduir la versió 3 dels controladors d'impressió (en mode d'usuari), el suport genèric per ratolins de 5 botons i la instal·lació de IntelliPoint (que permet re-assignar els botons).
S'afegeix un verificador de controladors que s'encarrega de realitzar proves d'esforç i comprovar i detectar errors en controladors.

### Interfície
Windows 2000 va introduir la transparència en les finestres de l'escriptori, els efectes de transició, les ombres, els degradats i nous elements per la interfície gràfica.
L'explorador de Windows es va renovar incorporant Active Desktop (introduït per defecte en Internet Explorer 4 i preinstal·lat en Windows 98), que permet als usuaris personalitzar l'aspecte i el comportament de les carpetes mitjançant plantilles HTML.
L'estil "web" de l'explorador de Windows permet ve predeterminat en aquesta versió del sistema operatiu. A través del tauler esquerre, es mostren detalls de l'objecte com el títol, l'autor, l'assumpte i els comentaris. Aquest panell esquerre es pot personalitzar, per exemple, perquè mostri el contingut de les carpetes. Els accessos directes també poden mostrar aquesta informació en forma de pop-up flotant quan es passa el ratolí per sobre.

### NTFS 3.0
El sistema d'arxius NTFS 3.0 va ser publicat aprofitant la publicació de Windows 2000. Com a principals novetats, el sistema NTFS 3.0 permetia les quotes de disc, el xifrat a nivell de sistema d'arxius, l'ús de fitxers dispersos i els punts de reparació. El sistema de quotes permet als administradors limitar l'espai de disc que pot fer servir cada usuari. El sistema d'encriptació pot xifrar i desxifrar automàticament les dades a mesura que s'escriuen i es llegeixen del disc. L'ús de fitxers dispersos permet que el sistema treballi en fitxers de mida gran, però que consumeixin espai només quan sigui necessari. Els punts de reparació permeten els punts de muntatge, les unions de directoris i l'emmagatzematge estructurat natiu (NSS).
També inclou un sistema de seguiment d'enllaços distribuïts (Distributed Link Tracking), que fa un seguiment perquè els accessos directes al arxius segueixin funcionant encara que els fitxers es moguin de directori o inclús canviïn de disc.

### Sistema d'encriptació
El sistema d'encriptació de fitxers aporta un xifrat fort a nivell de sistema d'arxius. Aquest sistema permet que qualsevol carpeta o volum NTFS sigui xifrat de forma transparent a l'usuari. El sistema d'encriptació funciona xifrant un arxiu amb una clau simètrica massiva (coneguda també com a clau de xifrat d'arxius o FEK). S'utilitza aquesta clau perquè el temps de xifrat es molt menor xifrant i desxifrant grans quantitats de dades que si s'utilitza un xifrat amb clau asimètrica. La clau simètrica utilitzada per xifrar el fitxer es xifra amb una clau publica associada amb l'usuari que l'ha xifrat. Aquestes dades s'emmagatzemen en l'encapçalament del fitxer xifrat. Per desxifrar l'arxiu, el sistema de fitxers utilitza la clau privada de l'usuari per desxifrar la clau simètrica emmagatzemada en la capçalera del fitxer. A continuació, utilitza la clau simètrica per desxifrar el fitxer.

### Accessibilitat
El sistema operatiu Windows 2000 millora les característiques ja incloses a Windows 98, per persones amb discapacitats auditives i/o visuals:
- StickyKeys: fa que les tecles modificadores (ALT, CTRL i SHIFT) es tornin "enganxoses": un usuari pot prémer la tecla modificadora i després deixar-la anar abans de prémer la tecla de combinació (s'activa prement Shift cinc vegades ràpidament).[26]
- FilterKeys: un grup de funcions relacionades amb el teclat per persones amb problemes d'escriptura:[27]
  - Tecles lentes: ignorar qualsevol pulsació de tecla que no es mantingui premuda durant un cert període.
  - Tecles de rebot: ignorar les repetides pulsacions de tecles premudes en ràpida successió.
  - Tecles de repetició: permet als usuaris reduir la velocitat a la que es repeteixen les tecles a través de la funció de repetició de tecles del teclat.
- Toggle Keys: quan s'encén, Windows reprodueix un so quan es prem la tecla de bloqueig de majúscules, bloqueig de números o bloqueig de desplaçament.[28]
- SoundSentry: dissenyat per ajudar els usuaris amb deficiències auditives, Windows 2000 mostra un efecte visual quan es reprodueix un so a través del sistema de so.[29]
- MouseKeys: permet moure el cursor per la pantalla a través del teclat numèric.[30]
- SerialKeys: permet a Windows 2000 suportar dispositius d'augment de veu.
- Tema d'alt contrast: per ajudar els usuaris amb discapacitats visuals.

Noves característiques:
- Teclat en pantalla: mostra un teclat virtual a la pantalla i permet a l'usuari prémer les seves tecles amb el ratolí.
- Microsoft Narrator: és un lector de pantalla que utilitza l'Speech API 4, que més tard s'actualitzaria a Speech API 5 amb el Windows XP.
- Utility Manager: és una aplicació dissenyada para iniciar, aturar i administrar les funcions d'accessibilitat.
- Lupa: eina d'escriptori que fa que la pantalla de l'ordinador sigui més llegible per les persones amb baixa visió. La lupa crea una finestra separada que mostra una part ampliada de la pantalla i proporciona un nivell mínim de funcionalitat per les persones amb deficiències visuals lleus.

### Idiomes
Una altra novetat de Windows 2000 és la introducció de la interfície multilingüe d'usuari. A més a més de l'anglès, el sistema incorpora la compatibilitat amb l'àrab, l'armeni, llengües bàltiques, georgià, grec, hebreu, japonès, coreà, xinès simplificat i tradicional, tailandès, turc, vietnamita i llengües d'Europa occidental.

### Jocs
Windows 2000 incloïa els mateixos jocs que Windows NT 4.0: 3DPinball, buscamines, Solitari, Solitari Spider i FreeCell. A més a més dels jocs instal·lats, el sistema incloïa DirectX 7.0, el mateix component que portava el Windows 98 pels seus jocs. L'última versió de DirectX disponible per Windows 2000 és la 9.0c.

### Utilitats del sistema
Windows 2000 introdueix la Consola d'Administració de Microsoft, que s'utilitza per crear, guardar i obrir eines administratives. Cada una d'elles s'anomena consola, i la majoria permet a l'administrador gestionar altres equips amb Windows 2000 des d'un equip centralitzat. Cada consola pot contenir una o varies eines administratives específiques.
Les principals eines que trobem al Windows 2000 les trobem dins de Eines Administratives, com un visor d'esdeveniments, una eina que registra tot registres que es produeixen al sistema, una utilitat d'informació del sistema, una eina de copies de seguretat, un programador de tasques, consoles per veure i gestionar les carpetes compartides obertes i sessions de carpetes compartides, configurar i gestionar aplicacions COM+, configurar la política de grup, gestionar usuaris i grups locals i administrar dispositius. També conté eines per gestionar els discs i emmagatzemament extraïble, un desfragmentador de disc, una consola de diagnòstic de rendiment, un registre de dades i alertes, un gestor de serveis instal·lats.
Windows 2000 ve amb dues utilitats per editar el registre de Windows, regedit.exe i regedt32.exe. Regedit.exe ha estat directament portat des de Windows 98 i, per tant, no suporta l'edició de permisos de registre. Regedt32 té la interfície de documents múltiples (MDI) més antiga i pot editar els permisos de registre de la mateixa manera que el programa regedt32 de Windows NT podia fer-ho.

### Consola de recuperació
La consola de recuperació de Windows 2000 et permet fer tasques de manteniment des de fora de la instal·lació del sistema operatiu que no es poden o no es convenient executar des de dins. Habitualment s'utilitza per recuperar el sistema de problemes d'arrencada, que fa que altres eines com el "mode segur" o chkdsk no tinguin cap utilitat. Inclou eines de reparació com "fixmbr" que no estan presents en MS-DOS.
La seva interfície és una simple línia d'ordres que s'utilitza para comprovar i reparar errors als discs durs, reparar la informació d'arrancada (incloent NTLDR), substituir els arxius de sistema danyats por noves copies del CD, o habilitar/deshabilitar els serveis i controladors pel següent inici. Es pot accedir a la consola de recuperació de dues maneres:
- Iniciant l'ordinador amb el disc de Windows 2000 i escollir "iniciar consola de recuperació".
- Pre-instal·lant la consola de recuperació al disc dur com a opció d'inici al boot.ini a través de winnt32.exe. En aquest cas, només es pot iniciar iniciar mentre NTLDR pugui iniciar des de la partició de sistema.[43]

### Xarxa
A partir de d'aquesta versió de Windows, el sistema incorpora un sistema client de DNS que emmagatzema en una memòria intermèdia la resolució d'un nom de DNS cada cop que es fa una consulta. Quan es consulta el mateix nom, el registre consulta la caché i la ja no es consulta el servidor DNS. D'aquesta manera es redueix el tràfic de xarxa i accelera la consulta.
El protocol de xarxa SMB ara interactua directament amb TCP/IP. En versions anteriors de Windows com NT 4.0, SMB requeria del protocol NetBios per sobre de TCP/IP per funcionar en una xarxa TCP/IP.

## Versions
Windows 2000 disposava de 4 versions diferents segons les necessitats. Windows 2000 Professional, Server, Advanced Server i DataCenter Server. Aquestes dues últimes són ampliacions del mateix Windows 2000 Server.

### Windows 2000 Professional
Sistema operatiu dissenyat per a ser instal·lat en una estació de treball corporativa. És la versió client de Windows 2000, successor de Windows NT 4.0 Workstation. Suporta fins a 2 processadors i pot suportar fins a 4 GB de memòria RAM. Els requeriments mínims d'aquesta versió són un processador Pentium o equivalent a 133 Mhz o superior (recomanat Pentium II), un mínim de 32 MB de memòria RAM (recomanat 128 MB), 650 MB d'espai al disc dur (recomanat 2 GB) i una unitat de CD-ROM.

### Windows 2000 Server
La versió bàsica del servidor de Windows 2000 compartia l'aparença de la versió Professional, però estava destinada a fer de servidor d'arxius, servidor d'impressió, servidor web o servidor FTP per una petita o mitjana empresa gràcies a una serie de components. El seu antecessor va ser Windows NT 4.0 Server. Suporta fins a 4 processadors i fins a 4 GB de memòria RAM. El requeriments mínims són 128 MB de memòria RAM (recomanat 256 MB), 1 GB d'espai al disc dur (recomanat 2 GB).
La principal novetat d'aquesta família de servidors era la inclusió de l'Active Directory, un servei per tota l'empresa basat en LDAP. També va integrar la autenticació de xarxa Kerberos substituint el sistema d'autenticació NTLM (NT Lan Manager). També va incloure un servidor de noms de domini que permetia el registre dinàmic de adreces IP.

### Windows 2000 Advanced Server
És una variant de Windows 2000 Server dissenyada per mitjanes i grans empresses. Ofereix una infraestructura per clústers d'alta escalabilitat d'aplicacions i serveis, fet que permet un estalvi en manteniment i una alta disponibilitat de dades i aplicacions. També inclou el balanceig de càrrega de xarxa que permet distribuir la càrrega de xarxa de forma uniforme. Suporta fins a 8 processadors i fins a 8 GB de memòria RAM.

### Windows 2000 DataCenter Server
La variant més potent que va publicar Microsoft pensat principalment per grans empreses i centres de treball amb un gran volum de dades i/o càrregues de treball. Amb suport per un màxim de 32 processadors en configuració de multiprocés simètric i un màxim de 64 Gb de memòria RAM. Té les mateixes característiques que l'Advanced Server (clúster i balanceig de càrrega).

## Service Pack
Al llarg de la seva vida, Microsoft va publicar 4 Service Pack per a Windows 2000 i una actualització Rollup 1.
- Service Pack 1: publicat el juliol del 2000. Va solucionar nombroses correccions de pèrdua de dades i de memòria, correccions de seguretat i de reinicis sobtats, actualitzacions de controladors de maquinari, la possibilitat d'integrar el SP1 en una instal·lació neta de Windows 2000 Server i l'actualització de components com Outlook Express o l'assistent de connexió a internet. També inclou el Microsoft Terminal Services Advanced Client, que permet administrar múltiples sessions remotes i l'Active Directory Connector, que permet administrar bústies d'Exchange Server 5.5, llistes de distribució, contactes i grups d'Active Directory.[52]
- Service Pack 2: publicat el maig de 2001. Com a novetat, s'actualitza l'encriptació per defecte amb xifrat a 128 bits.[53] També inclou totes les actualitzacions incloses en el SP1 i totes les actualitzacions de seguretat, estabilitat i compatibilitat publicades fins a la data.[54]
- Service Pack 3: publicat l'agost de 2002. Va ser publicada bàsicament per corregir problemes entre l'administració de justícia d'EEUU i Microsoft per temes de monopoli.[55] L'actualització incloïa una eina per poder afegir o eliminar programes de Microsoft que la companyia posava per defecte en totes les instal·lacions de Windows i que el sistema feia servir per defecte. Aquestes aplicacions són: Internet Explorer, Outlook Express, Windows Media Player, Windows Messenger i Java Virtual Machine.[56][57]
- Service Pack 4: publicat el juny de 2003. És l'últim Service Pack publicat per a Windows 2000. A més a més de correccions de seguretat, estabilitat, compatibilitat i configuració, aquest paquet conté totes les correccions dels anteriors Service Pack. A més a més de noves funcionalitats, com la compatibilitat amb USB 2.0 EHCI i el suport per l'autenticació 802.1x de xarxes wifi.[58][53] En un principi, Microsoft havia de publicar un Service Pack 5, però al final va retirar el projecte. En lloc d'un Service Pack, va publicar un paquet d'actualitzacions anomenat Update Rollup 1, que contenia totes les actualitzacions publicades des del Service Pack 4 fins al 30 d'abril de 2005.[59][60]